# 賈維安·奧利弗
賈維安·奧利弗（英語：Javianne Oliver，1994年12月26日—），美國田徑運動員，她代表美國隊參加了日本舉行的2020年夏季奧林匹克運動會，並且在女子4×100米接力比賽上獲得銀牌。